# Giovanni Lanfranco

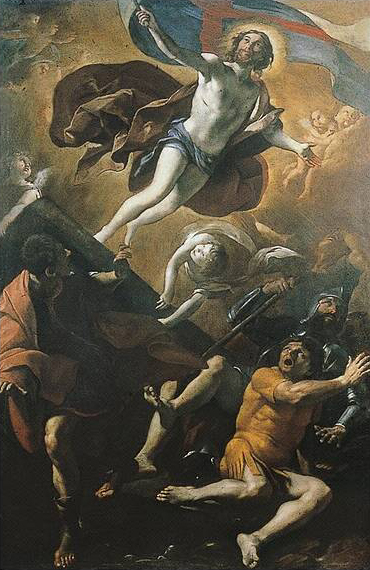
La Resurrecció de Crist, 1622

Giovanni Lanfranco (Parma, 26 de gener de 1582 - 30 de novembre de 1647) fou un pintor italià del període de transició del classicisme al barroc ple.
Lanfranco va començar com a aprenent del bolonyès Agostino Carracci a la seva ciutat natal. Va destacar en la decoració de cúpules que semblaven obrir-se cap al cel. Durant les primeres dècades del segle xvii rivalitzar a Roma amb Domenichino pels encàrrecs de pintures al fresc. Una mesura de la competició es pot veure en l'acusació de plagi que públicament va llançar contra Domenichino, amb motiu de la seva pintura de la Confessió de sant Jeroni, avui al Vaticà.
També va acusar Lanfranco la influència del valencià Josep de Ribera, establert des de jove a Nàpols. Cap a 1635 va aportar diverses pintures a un extens cicle sobre gladiadors romans i altres escenes de l'Antiguitat, per al Palacio del Buen Retiro a Madrid. El Museu del Prado té diversos exemples.